# Saint-Pardoux-du-Breuil
Saint-Pardoux-du-Breuil – miejscowość i gmina we Francji, w regionie Nowa Akwitania, w departamencie Lot i Garonna.
Według danych na rok 1990 gminę zamieszkiwało 561 osób, a gęstość zaludnienia wynosiła 77 osób/km² (wśród 2290 gmin Akwitanii Saint-Pardoux-du-Breuil plasuje się na 669. miejscu pod względem liczby ludności, natomiast pod względem powierzchni na miejscu 1259.).